# Ткачёв, Василий Семёнович
Ткачёв Василий Семенович (27 апреля 1945 года — 28 августа 2000 года) — российский военный деятель, адмирал, профессор, начальник Военно-дипломатической академии (1999—2000).

## Биография
Родился 27 апреля 1945 года на хуторе Первомайский Мечетинского района Ростовской области.
На военной службе с 1963 года.
В 1968 году окончил Высшее военно-морское училище имени М. В. Фрунзе. По окончании училища проходил службу на Балтийском флоте.
После окончания в 1975 году Военно-дипломатической академии проходил службу в Главном разведывательном управлении Генерального штаба ВС СССР.
В Главном разведывательном управлении Генштаба отслужил 25 лет. Контр-адмирал с 1993 года (Указ Президента Российской Федерации от 19.4.1993 № 464), впоследствии (не позднее 2000 г.) было присвоено воинское звание адмирал.
В 1999 по 2000 годы начальник Военно-дипломатической академии Министерства обороны Российской Федерации.
Действительный член Академии военных наук, доктор военных наук, профессор. Автор более 50 научных трудов.
Скончался после непродолжительной тяжелой болезни 28 августа 2000 года в Москве.

## Награды
Награждён орденом Мужества, орденами «За личное мужество», «За военные заслуги», медалями.